# 理查德·珀泽
理查德·珀泽（英語：Richard Purser，1942年2月28日—），新西兰男子羽毛球、壁球运动员。他曾代表新西兰参加1966年、1970年、1974年和1978年英联邦运动会羽毛球比赛，获得一枚铜牌。

## 家庭
弟弟布赖恩·珀泽。